# Darrell Hammond
Darrell Hammond – amerykański aktor i komik. Członek obsady Saturday Night Live w latach 1995–2009. Od sezonu 2004/05 jest najdłużej występującym w historii programu członkiem stałej obsady. Do niego także należy rekord w liczby występów w skeczach SNL. Do 2009 roku parodiował 107 znanych osób (na czele z Billem Clintonem, w którego wcielał się najczęściej). Do 16 stycznia 2010 roku pojawił się sześć razy w programie od czasu opuszczenia obsady.